# Вейг Берталон Берталонович
Берталон Берталонович Вейг (угор. Végh Bertalan; 30 грудня 1915, Ужгород — 199?) — колишній чехословацький і угорський футболіст, згодом — радянський тренер, суддя та спортивний діяч. Грав на позиції захисника. Історичний, перший головний тренер команди майстрів «Спартак» (Ужгород). Один з перших спортсменів Закарпаття, яким присвоїли почесне звання судді республіканської категорії (1955).

## Клубна кар'єра
Свою ігрову кар'єру розпочав у словацькій групі Чемпіонату Чехословаччини з футболу (1930) в юнацькій команді «Ungvári Munkás Testnevelési Egylet» (УМТЕ, Ужгородське робітниче спортивне товариство), а у 1932 році вже грав у основному складі клубу. В 1933 році «УМТЕ» при його участі стало срібним призером чемпіонату тодішньої Словаччини. Починаючи з 1939 року команда вже брала участь у північній групі Чемпіонату Угорщини з футболу, але 5 травня 1942 року була розформована і гравці «УМТЕ» вимушені були перейти до інших ужгородських клубів. Таким чином він потрапив до команди «Ужгородський атлетичний клуб» («УАК»), де завершив свою ігрову кар'єру. «УАК» у 1942 році завоював право грати у другій, а у 1944 році — у першій групі угорського чемпіонату.

## Кар'єра тренера та судді
У 1946 році його призначили головним тренером новоствореної команди «Спартак» (Ужгород), яка під його керівництвом двічі стала Чемпіоном УРСР (1946, 1953). Згодом він успішно працював і в команді майстрів «Нафтовик» (Дрогобич) (серпень 1964—1967), а також у берегівському «Колгоспнику», перечинському «Хіміку» та сторожницькому «Колгоспнику», які під його керівництвом завжди вирізнялися у республіканських та обласних змаганнях. Одночасно він був признаним арбітром. Відсудив чимало відповідальних ігор першостей області та республіки. Разом з тим починаючи з 60-их років він довгий час очолював ужгородську міську федерацію футболу та був членом обласної федерації, де плідно працював головою тренерскої ради.

## Досягнення

### Командні трофеї
- срібний призер чемпіонату Словаччини (1): 1933
- Чемпіон УРСР (2): (1946, 1953)

### Почесні звання
- Суддя республіканської категорії (1955)